# Hmeljarstvo v Sloveniji
Hmeljarstvo je v Sloveniji zastopano predvsem v Spodnji Savinjski dolini, kjer predstavlja eno najpomembnejših kmetijskih panog.
Leta 2008 je minilo 130 let od kar so bili uspešno zasajeni prvi hmeljski nasadi, ki so ponesli sloves doline po vsem svetu. Leta 1876 je namreč Josip Bilger, oskrbnik novoceljske graščine, skrivaj podaril nekaj sadik würtemberškega hmelja svojemu prijatelju Janezu Hausenbichlerju, ki mu je končno uspelo vzgojiti hmeljski nasad in za dejavnost navdušiti ugledne žalske tržane, plemiča Karla Haupta in številne druge. V 80. in 90. letih 19. stoletja je bilo hmeljarstvo že v strmem vzponu. Leta 1880 so hmeljarji ustanovili Južnoštajersko hmeljarsko društvo, dve leti pozneje pa je Janez Hausenbichler napisal znameniti Navod o hmeljariji, ki med poznavalci še danes velja za katekizem hmeljarske publicistike.
Ta od nekdaj priznana industrijsko komercialna dejavnost je razvila vrsto zanimivih in pomembnih oblik gospodarstva in dobesedno spremenila podobo Spodnje Savinjske doline in življenje njenih  prebivalcev. Hmelj je v dolino poleg trdega dela prinesel tudi blagostanje, sicer ga ne bi pridelovali skorajda vsi: spodnjesavinjski plemiči, veleposestniki in kmetje in tudi tisti, ki so imeli vsaj nekaj deset arov dobre zemlje. 
Ker se je glas o dobičkonosni rastlini razširil tudi v druge slovenske pokrajine, so ga že pred 2. svetovno vojno pridelovali posestniki v sosednji Šaleški dolini, južni Pohorci, Dravinjčani, Ptujčani, Radeljčani in Dolenjci na ravnicah ob desnih bregovih Save. Pozneje pa so ga obirali tudi v Beli krajini, na Kozjanskem in drugod, le po Gorenjskem, Notranjskem in Primorskem mu klima nikoli ni prijala.
Savinjsko in slovensko hmeljarstvo je nedvomno pomemben del naše kulturne dediščine, ki pa mu je bilo doslej z varstvenega zornega kota namenjene bolj malo pozornosti. Tudi po več kot tridesetih letih je danes še vedno živ spomin na ubiruce (obiralce), ki jih je vsako leto takoj po Velikem šmarnu privabila želja po zaslužku in upanje, da si s prisluženim denarjem kupijo lepše oblačilo, nabavijo nujno kuhinjsko opremo ali zberejo denar za šolske potrebščine.
Hmelj so obirale socialno ogrožene skupine prebivalstva gospodarsko manj razvitih območij, zlasti pa ženske, mladostniki in starejši otroci, torej tisti, ki so si v domačem okolju težko prislužili lasten denar. Zato je bilo obiranje hmelja desetletja ena najbolj privlačnih sezonskih del, ki je v dolino privabila med 30 do 40 tisoč ljudi, različnih po navadah, šegah, govoricah in oblačilnem videzu. Tem ljudem, pa tudi hmeljarjem, tehnologom, načrtovalcem in dolini nasploh, je posvečena raziskava, ki je zaobjeta v okviru Ekomuzeja hmeljarstva in pivovarstva v Žalcu, ki hmeljarsko dejavnost obravnava v vseh njenih pojavnih oblikah in razsežnostih. Gradiva za »hmeljarski življenjepis« je dovolj, saj so o vseh pomembnih dogodkih, načrtih razvoja in trenutnem položaju hmeljarstva vseskozi vestno poročali vsi osrednji akterji dejavnosti, od agronomov in ekonomistov do prostorskih načrtovalcev in politikov.